# Курский колледж культуры
Областное бюджетное профессиональное образовательное учреждение «Курский колледж культуры» был основан в 1971 году. Одно из ведущих учебных заведений среднего профессионального образования в сфере культуры в городе Курске.

## История
Курское училище культуры организовано в 1971 году (первоначально являлось клубным отделением Курского музыкального училища)
В 1973 году переименовано в Курское культурно-просветительное училище; в 1989 году переименовано в Курское училище культуры.
В 1996 году преобразовано в Курский колледж культуры.
В 2009 году произошла реорганизация областного государственного образовательного учреждения среднего профессионального образования «Курский колледж культуры» и областного государственного образовательного учреждения среднего профессионального образования «Обоянский библиотечный техникум» путем присоединения второго к первому с образованием на его основе обособленного структурного подразделения (филиала первого).
В 2015 году Областное бюджетное образовательное учреждение среднего профессионального образования «Курский колледж культуры» переименовано в Областное бюджетное профессиональное образовательное учреждение «Курский колледж культуры»

## Образовательная деятельность
Колледж культуры занимается реализацией профессиональных образовательных программ среднего профессионального образования углубленного и базового уровня в соответствии с федеральными государственными образовательными стандартами среднего профессионального образования.

## Специальности
51.02.01 Народное художественное творчество (вид Хореографическое творчество)
51.02.01 Народное художественное творчество (вид Театральное творчество)
51.02.01 Народное художественное творчество (вид Фото и видеотворчество)
51.02.02 Социально-культурная деятельность
51.02.03 Библиотековедение (Обоянский филиал ОБПОУ «Курский колледж культуры»)
52.02.04 Актёрское искусство
53.02.05 Сольное и хоровое народное пение

## Творческие коллективы
В колледже работают 12 творческих коллективов, в которых занимаются более девяносто процентов студентов. Они ведут успешную концертную деятельность на различных сценических площадках города Курска и области, о чем свидетельствуют положительные отзывы и благодарственные письма.
- Народный ансамбль песни и пляски «Соловьиный край» (хормейстер — Скорова Н.И., балетмейстер — Сухих В.В.)

- Фольклорный инструментальный ансамбль «Жалейка», руководитель — Почетный работник СПО РФ Михеев С. А.);

- Фотостудия (руководитель — Мурыгин В.Н.)

- Театр песни «Калейдоскоп» (руководитель — Почетный работник СПО РФ Родионова И.И.)

- Театр пластики «Вдохновение» (руководитель — Иваницкая Е.С.)

- Ансамбль эстрадного танца — руководитель — Войтюлевич Л.Н.)

- Ансамбль танца «Молодежь 46» (руководитель — Пральников Е.Ф)

- Театр эстрады «Акварель» (руководитель — Юрченко И.В.)

- Вокально-поэтический театр «Камертон» (руководитель — Якунин Э.В.)

- Вокальный ансамбль «Яспис» (руководитель — Яхонтова М.М.)

- Ансамбль песни «Половодье» (руководитель — Горяйнова О.В.)

- Театр эстрады «Акварель»

- Фольклорный ансамбль «Челядин»[3]

## Студенческие клубы

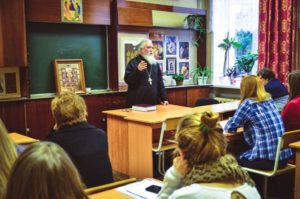
Клуб «Лампада»

В Курском колледже культуры на протяжении всего времени функционируют различные студенческие клубы.
- Клуб «Лампада» создан в 2007 учебном году. Возглавляет его протоирей с. Вишнево Беловского района о. Владимир, который раз в месяц приезжает на встречу со студентами. Тематика занятий интересна и содержательна. Это и изучение истории возникновения православия, сущности религиозных праздников и обрядов, особенности соблюдения постов, исповеди и причащении и т. д. Большую помощь в работе клуба оказывает педагог-организатор Демина Т.И.
- Клуб «Светоч» начал свою деятельность более 10 лет назад. Инициатором его создания явилась заведующая библиотекой в те годы Букреева В.М. Ее инициативу успешно продолжает Гостева Г.П., которая возглавляет клуб в настоящее время. «Светоч» активно сотрудничает с предметно-цикловой комиссией специальных дисциплин (председатель — Ремпель Н.К.)
- Психологический клуб «Инсайт» создан кандидатом психологических наук, педагогом-психологом учебного заведения Бычихиной О.А. На занятиях проводится тестирование, аромотерапия, тренинги, панельные дискуссии и т.д. Студенты с удовольствием посещают занятия клуба.[4]

## Выпускники колледжа
Бурцев Виктор - Выпуск 1978 года, солист Курской государственной филармонии
Русанов Владимир - Выпуск 1991 года, директор Курского областного дома народного творчества
Конорев Алексей - Выпуск 1997 года, директор Курского колледжа культуры
Мазуров Олег - Выпуск 1998 года, артист Московского художественного Академического Театра имени М. Горького
Сластенкина Светлана - Выпуск 1999 года, актриса Курского драматического театра имени А.С. Пушкина
Смольняков Игорь - Выпуск 1999 года, солист ансамбля танца Курской государственной филармонии
Гренцман Юлия - Выпуск 2002 года, артистка Московского государственного театра танца «Гжель»
Карпович Максим - Выпуск 2002 года, актер Курского драматического театра имени А.С. Пушкина
Сапрыкин Иван - Выпуск 2002 года солист Государственного академического русского народного хора имени М. Е. Пятницкого
Хвостенко Александр - Выпуск 2002 года, солист ансамбля танца Курской государственной филармонии
Кутепов Роман - Выпуск 2004 года, артист Шоу балета Аллы Духовой «Тодес»
Сергиенко Сергей - Выпуск 2004 года, артист Московского государственного театра танца Гжель
Иванов Дмитрий - Выпуск 2004 года, солист Государственного академического русского народного хора имени М. Е. Пятницкого
Лунев Михаил - Выпуск 2005 года, солист Государственный академический орденов Дружбы народов и святого благоверного великого князя Димитрия Донского 1-й степени Кубанский казачий хор
Гаврилова Анна - Выпуск 2005 года, артистка Московского государственного театра танца «Гжель»
Елена Заварзина - Выпуск 2006 года, артистка этно-фольк-шоу «Карагод»
Баркалов Дмитрий - Выпуск 2010 года, актер Курского драматического театра имени А.С. Пушкина
Губанов Максим - Выпуск 2012 года, солист ансамбля танца Курской государственной филармонии
Францова Ольга - Выпуск 2013 года, артистка балета Государственного академического русского народного хора имени М. Е. Пятницкого
Мельникова Ульяна - Выпуск 2013 года, артистка балета Московского государственного Мюзик-холла
Вотрина Екатерина - Выпуск 2013 года солистка Академический ансамбль песни и пляски войск национальной гвардии Российской Федерации
Лебедева Ксения - Выпуск 2013 года артистка балета Государственного академического русского народного хора имени М. Е. Пятницкого
Малихов Сергей - Выпуск 2014 года, актер Курского драматического театра имени А.С. Пушкина
Бирюков Сергей - Выпуск 2014 года, артист балета Московского государственного Мюзик-холла

## Известные люди, деятельность которых связана с колледжем
Юрий Валерьевич Бурэ
Олег Александрович Мазуров